# Ectenurus lepidocybii
Ectenurus lepidocybii är en plattmaskart. Ectenurus lepidocybii ingår i släktet Ectenurus och familjen Hemiuridae. Inga underarter finns listade i Catalogue of Life.